# アルベルト・ディ・ジュッサーノ級軽巡洋艦
アルベルト・ディ・ジュッサーノ級軽巡洋艦 (Incrociatore leggero classe Alberto di Giussano) はイタリア海軍の軽巡洋艦の艦級である。本級はイタリア海軍が自国で建造した最初の艦級である。本級の各艦はルネッサンス期などのイタリアの著名な傭兵隊長の名にちなんで命名されたことから、コンドッティエリ（傭兵隊長）型と称され、本級以降の改良型であるルイージ・ディ・サヴォイア・ドゥーカ・デッリ・アブルッツィ級までの各級の総称としても用いられた。4隻が建造され、第二次世界大戦で全艦戦没した。

## 概要

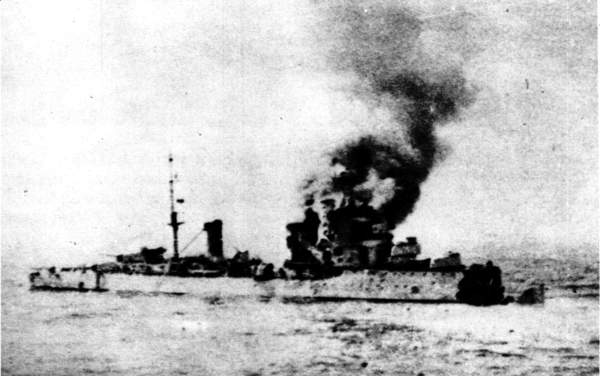
スパダ岬沖海戦で撃破されたバルトロメオ・コレオーニ

第一次大戦後にオーストリア＝ハンガリー帝国海軍が解体されると、イタリア海軍は地中海を挟んで対峙するフランス海軍を仮想敵に定めた。同海軍は高速かつ強力な兵装を持つ大型駆逐艦を揃えており、イタリア海軍の小型な駆逐艦では対抗が難しかった。そのため、イタリア海軍では大型駆逐艦に対抗可能な火力と速力を持つ高速軽防御の軽巡洋艦を建造する事とした。これが「コンドッティエリ型軽巡洋艦」である。本級はそのグループの第一陣として設計・建造された。

## 艦形

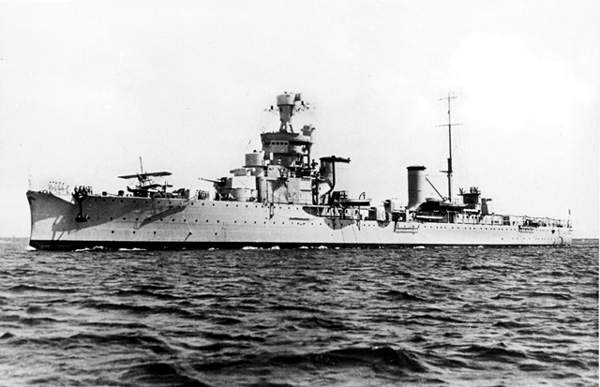
アルベリコ・ダ・バルビアーノ。

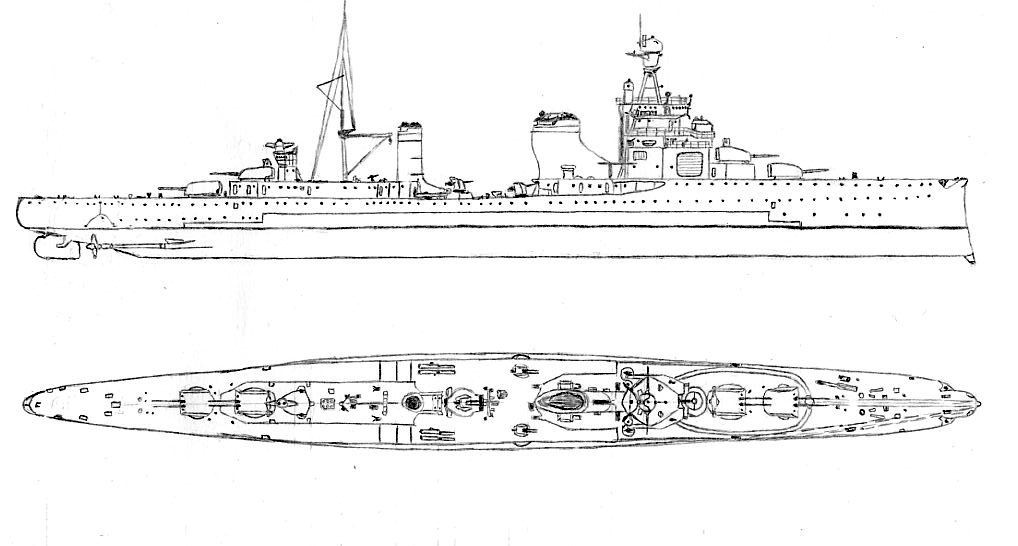
本級の艦形図。

本級は高速を発揮を発揮しやすくするために同時期のイギリス海軍の巡洋艦と同じく縦横の比率の強い細長い船体形状を採用し、復元性を良くするためにタンブル・ホーム型の船体を採っていた。艦首浮力のために水線下が突出した艦首から艦首甲板上に箱型の連装砲塔に納めた1・2番主砲塔を背負い式で2基配置。塔型艦橋を基部として頂上部に測距儀を載せた前部三脚檣が立つ。艦橋の背後には2本の煙突が立つが機関のシフト配置のために前後が離されており、間には高角砲が防盾付きの連装砲架で並列に3基が配置されていた。2番煙突の周囲が艦載艇置き場となっており、後部三脚檣の基部に付いたクレーン1基により運用された。後部甲板上に後ろ向きに3･4番主砲塔が背負い式に2基配置された。
小型の船体に重武装を施したために建造後に後部三脚檣を単脚マストに改造し、後部測距儀を撤去せざるを得なかった。

## 主砲
本級の主砲は国産のModels 1926 15.2cm（53口径）砲を採用した。重量47.5kgの砲弾を使用し仰角45度での射程は22,600mであった。この砲をイタリア海軍の軽巡洋艦では初の連装式の砲塔に収めたが、列強の同種艦と異なり、イタリア海軍の条約型巡洋艦には長らく左右の砲身を同一の砲架に据えつける形式を採用した。これは、砲身の間を狭める事により砲塔の小型化と機構の簡略化を狙った物であるが、代償として斉射時に左右の砲弾の衝撃波が相互に干渉しあって散布界が広がる弱点があった。これは、独立砲架になるルイージ・ディ・サヴォイア・ドゥーカ・デッリ・アブルッツィ級までイタリア巡洋艦のウィークポイントとなった。砲塔の旋回は首尾線方向を0度として左右150度で、俯仰角度は仰角45度・俯角5度で発射速度は毎分4発である。

### 高角砲・機銃・水雷兵装
高角砲は1927年10cm(47口径)高角砲を採用した（トレント級重巡洋艦#高角砲・機銃・水雷兵装を参照）。
近接対空火器としてModels 1932 3.7cm（54口径）機関砲を採用した。その性能は0.83kgの砲弾を仰角45度で7,800m、仰角80度で5,000mの高さまで届かせることが出来た。俯仰能力は仰角80度・俯角10度である。旋回角度は舷側方向を0度として左右120度の旋回角度を持っていた。砲架の俯仰・砲塔の旋回・砲弾の揚弾・装填は主に電力で行われ、補助に人力を必要とした。発射速度は毎分60～120発である。この機関砲を連装砲架で4基を搭載した。他にModel 1931 13.2mm（75.7口径）機銃を採用した。その性能は0.051kgの機銃弾を仰角45度で6,000m、仰角85度で2,000mの高さまで届かせることが出来た。俯仰能力は仰角85度・俯角11度である。旋回角度は360度の旋回角度を持っていたが、上部構造物に射界を制限された。砲架の俯仰・砲塔の旋回・砲弾の揚弾・装填は主に電力で行われ、補助に人力を必要とした。発射速度は毎分500発である。この機銃を連装砲架で4基を搭載した。
水雷兵装として53.3cm連装魚雷発射管を2基装備した。他に機雷96発を搭載できた。

## 同型艦
- アルベルト・ディ・ジュッサーノ(Alberto di Giussano）：1931年2月5日竣工、1941年12月13日のボン岬沖海戦で沈没。
- アルベリコ・ダ・バルビアーノ（Alberico da Barbiano）：1931年6月9日竣工、1941年12月13日のボン岬沖海戦で沈没。
- バルトロメオ・コレオーニ（Bartolomeo Colleoni）：1932年2月10日竣工、1940年7月19日のスパダ岬沖海戦で沈没。
- ジョヴァンニ・デレ・バンデ・ネーレ（Giovanni delle Bande Nere）：1931年4月27日竣工、1942年4月1日、イギリス潜水艦アージの雷撃で沈没。

## 参考図書
- 「世界の艦船増刊第54集　イタリア巡洋艦史」（海人社）
- 「世界の艦船増刊第20集　第2次大戦のイタリア軍艦」（海人社）
- 「世界の艦船 2010年1月増刊号 近代巡洋艦史」（海人社）